# Theo van Gogh (režisér)

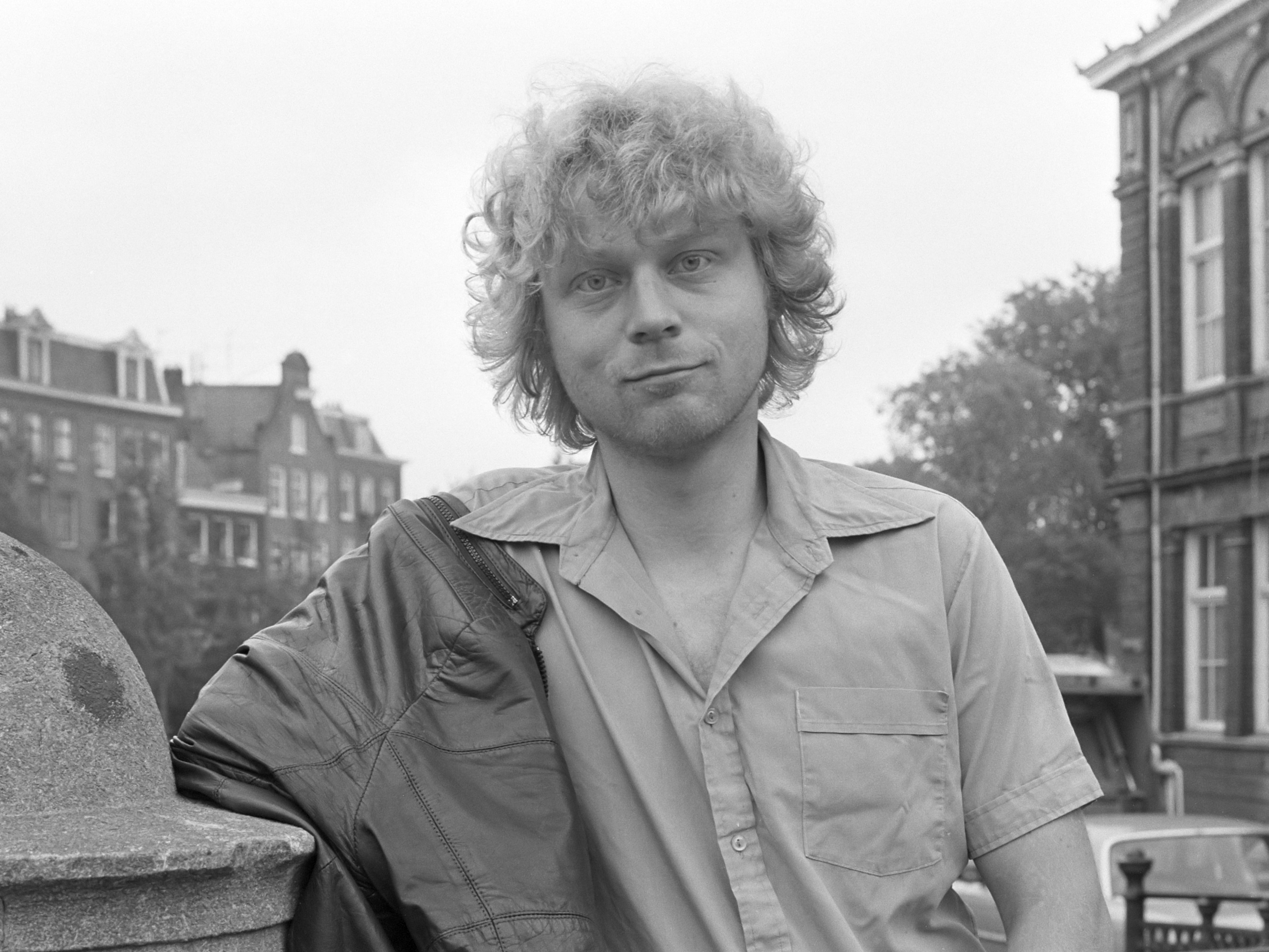
Theo van Gogh (1984)

Theo van Gogh (23. července 1957 Den Haag – 2. listopadu 2004 Amsterdam) byl nizozemský filmový režisér, publicista a satirik. Narodil se do významné rodiny, jeho pradědem byl Theo van Gogh, obchodník s uměním a bratr slavného malíře Vincenta van Gogha.

## Život
Van Gogh původně studoval práva, ale po přerušení studia se rozhodl stát se filmovým režisérem. Pracoval také pro rozhlas a televizi a psal provokativní sloupky. Byl členem politického hnutí „Republikeins Genootschap“ (Republikánské družstvo). Coby kontroverzní osobnost na mnoho způsobů kritizoval mezikulturní soužití, na druhou stranu ale vyzýval k liberálnosti a jako autor rozhovorů a režisér se vyznačoval citlivostí s dotazovanými a účinkujícími.

## Práce a ocenění
Po přerušení studií práv na Amsterdamské univerzitě se začal věnovat filmové tvorbě, která byla jeho životní vášní. Svůj režisérský debut si odbyl snímkem Luger (1981). Za filmy Rande naslepo (1996) a In het belang van de staat (1997) získal prestižní nizozemské ocenění Gouden Kalf. Jeho tvorba často zkoumala politická a společenská témata, a to nejen ve filmech, ale i v jeho literární práci.
Jako herec se objevil ve filmu De noorderlingen (Seveřané, 1992). Natočil řadu dalších filmů (viz níže), mnohé s politickou tematikou. Od 90. let pracuje Van Gogh také v televizi.
Jeho poslední knihou (2003) byla kniha Allah weet het beter („Alláh to ví nejlépe“), v níž ostře odsoudil islám. 

## Kontroverze
Van Gogh byl v Nizozemsku dlouho považován za enfant terrible. V médiích opakovaně vyvolával kontroverze svými provokativními, až cynickými výroky a posměšky. Kritizoval například multikulturní společnost jako útok na „normy a hodnoty západní společnosti“ a popisoval „agresivní a zaostalý islám“. Muslimy často označoval vulgárně.
Van Gogh obvinil spisovatele Leona de Wintera z „komercializace židovství“ a v této souvislosti provokoval jeho i jeho ženu sexuálními narážkami. Rovněž označil sociálnědemokratického politika Joba Cohena, který pocházel z židovské rodiny, za jednoho z „Alláhových řezníků“, který „jako Žid má na svědomí špinavou práci“ kvůli svému úsilí o prosazování mezikulturního porozumění.
Nevybíravě se stavěl i ke křesťanství a jeho symbolikám.

## Smrt
V roce 2004 adaptoval scénář nizozemské političky somálského původu Ayaan Hirsi Ali a natočil krátký film Podvolení (Submission: Part I), který pojednává o násilí a zvůli vůči ženám v islámských komunitách, ve kterém jednotlivé ženy vyprávějí své děsivé příběhy, pokleknuté a schoulené do modlitby a na jejich polonahá – jen poloprůsvitnými závoji pokrytá těla jsou promítány texty z Koránu, které se vztahují k nadřazenosti mužů nad ženami.
Poté, co byl film promítán v nizozemské veřejné televizní stanici, dostali jak Ali tak van Gogh dopisy hrozící mu smrtí. Van Gogh ale hrozbu nebral vážně a dokonce se nechal slyšet, že „přece nikdo nezabije vesnického idiota“. Byl zavražděn muslimem marockého původu, 26letým Mohammedem Bouyerim, dne 2. listopadu v Amsterodamu, když jel na kole do práce. Boyerim na něj osmkrát vystřelil, poté vzal nůž a uštědřil mu hlubokou řeznou ránu do hrdla a bodnou ránu do hrudníku. Na místě nechal zprávu, ve které vyhrožoval západním vládám, židům a Hirsi Ali (scenáristce výše zmíněného filmu). Bouyeri byl krátce poté vypátrán a zatčen a 26. července 2005 odsouzen na doživotí.
| „               | Multikulturalismus je zdvořilé ustupování roztahovačnému hostu, který vás postupně vytěsňuje z vašeho příbytku… | “ |
| — Theo van Gogh | |   |

## Theo van Gogh jako režisér
Kvalita jeho filmů stojí na výkonech herců, které motivoval vlídným přístupem. Věřil, že tak podají lepší výkon. V 80. létech točil především šokující snímky a literární adaptace. Od 90. let se zaměřil na filmy o vztazích.
Většina jeho filmů byla nízkorozpočtových, často placená z vlastních nákladů.
- Luger (1982)
- Een dagje naar het strand (1984)
- Charley (1986)
- Terug naar Oegstgeest (1987)
- Loos (1989)
- Vals licht (1993)
- Ilse verandert de geschiedenis (1993)
- 06 (1994)
- Reunie (1994)
- Eva (1994)
- Een galerij: De wanhoop van de sirene (1994)
- De Eenzame Oorlog Van Koos Tak (1995)
- Blind Date (1996)
- Hoe ik mijn moeder vermoordde (1996)
- In het belang van de staat (1997)
- Au (1997)
- De Pijnbank (1998)
- Baby Blue (2001)
- De nacht van Aalbers (2001)
- Najib en Julia (2002)
- Interview (2003)
- Zien (2004)
- Submission: Part I (2004)
- Cool (2004)
- 06/05 2004)
- Medea (2004)
- Bad (nedokončeno)

## Theo van Gogh jako herec
- Luger (1981)
- De witte waan (1984), režie Adriaan Ditvoorst. Role bezdomovce.
- De nacht van de wilde ezels (1990), režie Pim de la Parra
- Tadzio (1991) režie Erwin Olaf a Frans Franciscus
- De noorderlingen (1992), režie Alex van Warmerdam. Postava „Dikke Willie“.
- La séquence des barres parallèles (1992), režie Ian Kerkhof
- Terrorama (2001), režie Edwin Brienen. Role náboženského fanatika.
- 2020 - Het programma dat zijn tijd ver vooruit is (2003), vysíláno BNN. Role muslima.

## Theo van Gogh jako publicista
Byl přispěvatelem mnoha novin a časopisů, které musel často opustit kvůli neshodám s nadřízenými.
Publikované knihy:
- Recreatie (poezie, 1985)
- De weldoener (1988)
- Maagd en moordenaar (divadelní hra, společně s Guus Luijters, 1988)
- Mijn favoriete graftak (en ander onheil) (1989)
- Wachten op de maan (1989)
- Loos (1989)
- Engel (1990)
- Een prettig gesprek (1992)
- Er gebeurt nooit iets (1993)
- Sla ik mijn vrouw wel hard genoeg? (1996)
- De gezonde roker (2000)
- Allah weet het beter (2003)
- De tranen van Mabel (spolu s Tomas Ross, 2004)